# Pleine-Selve (Gironda)
Pleine-Selve es una población y comuna francesa del departamento de Gironda en la región de Nueva Aquitania.

## Demografía
| 287 | 268 | 237 | 235 | 191 | 192 | 221 |
| Para los censos de 1962 a 1999 la población legal corresponde a la población sin duplicidades (Fuente: INSEE [Consultar]) |     |     |     |     |     |     |